# Thomas Johann Seebeck
Thomas Johann Seebeck (9 d'abril de 1770, Reval, Prússia Oriental - 10 de desembre de 1831, Berlín), fou un físic prussià descobridor de l'efecte Seebeck o efecte termoelèctric.
Va néixer dins d'una poderosa família de comerciants alemanys. Va estudiar medicina a les universitats de Berlín i de Göttingen, a la darrera va obtenir-ne la diplomatura el 1802. Tot i exercir com a metge, va preferir dedicar-se a l'estudi de la física, essent més conegut com a físic que com a metge, es va inscriure com a estudiant lliure a la universitat de Jena, després a la de Bayreuth i finalment a la de Nürnberg a les quals va seguir els cursos de ciències naturals; va tenir contacte amb Johann Wolfgang von Goethe amb qui va treballar sobre una teoria dels colors diferent a la newtoniana, i el color de la llum; també va fer treballs sobre la repartició de l'energia dins l'espectre solar. Cap al 1810 va treballar amb òxids d'argent en aplicacions que més tard donarien pas a la fotografia en color. A la mateixa època va observar el magnetisme del níquel i el cobalt; el 1818 va descobrir la polarització de la llum (el gir del pla de polarització) de les solucions de sucre. També va demostrar que filtrant la llum s'obtenien efectes similars als de la separació de la llum per mitjà d'un prisma, amb l'afegit que per a la llum blava era un mètode més efectiu.
El 1821 va descobrir l'efecte termoelèctric, que és conegut com a efecte Seebeck en honor seu, tot i que ja havia estat observat cap al 1801 per Johann Wilhelm Ritter. L'efecte consisteix en l'aparició d'una diferència de potencial a la unió de dos materials diferents, Seebeck va utilitzar coure i bismut, quan són sotmesos a un gradient de temperatura, essent la diferència de potencial directament proporcional a la diferència de temperatura. Aquest efecte és la base de la generació d'electricitat per efecte termoelèctric i de la mesura de la temperatura per termoparells. Tanmateix, Seebeck no va divulgar l'aparició del corrent elèctric sinó d'un camp magnètic.
Durant els anys 1822 i 1823 va publicar els seus treballs sobre termoelectricitat i termomagentisme, «Magnetische Polarisation der Metalle und Erze durch Temperatur-Differenz» (Polarització magnética dels metalls i dels minerals per una diferència de temperatura), als Abhandlungen der Preußischen Akademie der Wissenschaften (Papers de l'Acadèmia Prussiana de Ciènciès).
També descobrí del poder rotatori de certs olis, de la birefringència i de la fotoelasticitat.
El 1814 fou escollit com a membre de la Berliner Akademie der Wissenschaften (Acadèmia de Ciències de Berlín) i el 1825 de l'Académie des Sciences de Paris (Acadèmia de Ciències de París).